# Parque forestal de Beade
El parque forestal de Beade es un parque situado en la parroquia homónima de la ciudad española de Vigo. Tiene unos 93 000 m² de extensión, y cuenta con diversas zonas recreativas, así como diversas especies arbóreas autóctonas de bosque caduco, como robles y castaños.

## Usos
La actividad recreativa del parque incluye mesas y barbacoas públicas, un bar y un restaurante, un mirador y un teléfono público.
También consta de un ecoparque de aventuras con tirolinas, puentes y cables de altura, entre otras atracciones y actividades de naturaleza. Con más de 22 000 m² es el ecoparque más extenso de Galicia.

## Senderos

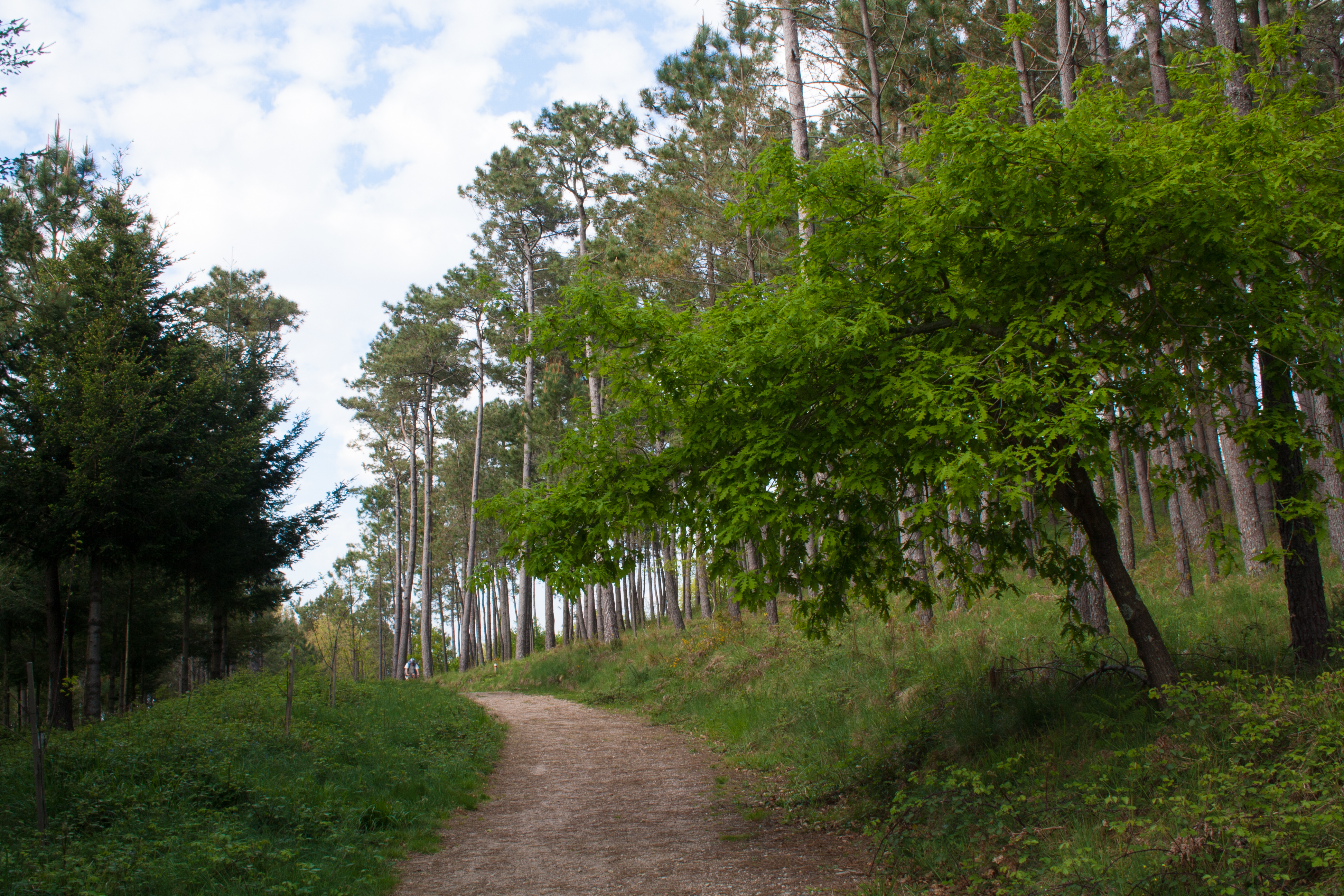
Sendero en el parque forestal.

Existen dos rutas de senderismo que atraviesan el parque.
La primera es la ruta PR-G5, que atraviesa el Río Eifonso, de carácter lineal y unos cuatro kilómetros de longitud. A través de su recorrido se pueden encontrar elementos arquitectónicos como molinos o ermitas.
El segundo sendero, la ruta GR-53, es una senda de gran recorrido que circunvala el municipio de Vigo por sus montes. Con una longitud de 40 kilómetros, es de carácter circular, es la ruta de senderismo más grande de la ciudad olívica.

## Accesos
El acceso al parque forestal puede realizarse en automóvil privado o público. Existen varias lineas de autobús que parten de diferentes áreas de Vigo, como las líneas L31, L15C y L8.
En automóvil privado, el acceso se realiza por la carretera EP-2005, a la que se accede por la A-55 tras tomar la salida 663 (Cabral - Campus Universitario de Lagoas-Marcosende - Pista forestal). El parque dispone de un aparcamiento de vehículos.